# Communauté de communes Dombes Saône Vallée
La communauté de communes Dombes Saône Vallée (CCDSV) est une structure intercommunale française du département de l'Ain en région Auvergne-Rhône-Alpes.
Elle a reçu le label "Villes et Pays d'art et d'histoire" en 2017.

## Historique
La communauté de communes est créée le 1er janvier 2014 par la fusion des communautés de communes Saône Vallée et Porte ouest de la Dombes, à l'exception de Jassans-Riottier qui rejoint la communauté d'agglomération Villefranche-Beaujolais-Saône, et l'intégration de la commune de Villeneuve qui n'appartenait à aucune intercommunalité.

## Territoire communautaire

### Géographie et environnement
Le territoire de la Communauté de communes Dombes Saône Vallée est bordé par la Saône côté ouest et par le plateau de la Dombes à l’est. Il comporte de ce fait une grande variété de paysages – vallée, collines, plateau, étangs – avec de beaux panoramas sur le val de Saône et les monts du Beaujolais.
D’une superficie totale de 179,45 km2, la Communauté de communes regroupe 19 communes, en proximité immédiate de la Métropole lyonnaise et de l’agglomération de Villefranche sur Saône.
La population active représente 45% des habitants en 2015, ce qui en fait un territoire dynamique avec plus de 10 000 emplois.
C’est un secteur touristique reconnu du département de l’Ain, avec plusieurs pôles d’attraction, notamment le village du Saint curé d’Ars, la cité historique de Trévoux et le Château de Fléchères à Fareins. Ces sites sont visités chaque année par plusieurs centaines de milliers de touristes. Par ailleurs, les bords de Saône sont utilisés régulièrement par les pêcheurs, marcheurs, cyclistes… sans compter les 30 000 plaisanciers qui accostent chaque année à Trévoux.  Le territoire est également situé sur l’itinéraire cyclotouristique « La Voie bleue Moselle-Saône à vélo ».
Les 19 communes regroupées dans la Communauté de communes sont labellisées « Pays d’art et d’histoire[réf. nécessaire]

### Composition
La communauté de communes est composée des 19 communes suivantes :

| Nom                      | Code Insee | Gentilé       | Superficie (km2) | Population (dernière pop. légale) | Densité (hab./km2) |
| ------------------------ | ---------- | ------------- | ---------------- | --------------------------------- | ------------------ |
| Trévoux (siège)          | 01427      | Trévoltiens   | 5,71             | 6 931 (2022)                      | 1 214              |
| Ambérieux-en-Dombes      | 01005      | Ambarrois     | 15,92            | 1 917 (2022)                      | 120                |
| Ars-sur-Formans          | 01021      | Arsois        | 5,5              | 1 513 (2022)                      | 275                |
| Beauregard               | 01030      | Beauregardais | 0,94             | 826 (2022)                        | 879                |
| Civrieux                 | 01105      | Severins      | 19,76            | 1 986 (2022)                      | 101                |
| Fareins                  | 01157      | Farinois      | 8,22             | 2 524 (2022)                      | 307                |
| Frans                    | 01166      | Franvernois   | 7,98             | 2 547 (2022)                      | 319                |
| Massieux                 | 01238      | Masserots     | 3,1              | 2 733 (2022)                      | 882                |
| Misérieux                | 01250      | Miselans      | 7,41             | 2 010 (2022)                      | 271                |
| Parcieux                 | 01285      | Parcevins     | 3,14             | 1 317 (2022)                      | 419                |
| Rancé                    | 01318      | Rancéens      | 9,53             | 760 (2022)                        | 80                 |
| Reyrieux                 | 01322      | Talançonnais  | 15,7             | 5 228 (2022)                      | 333                |
| Saint-Bernard            | 01339      | Bernardins    | 3,15             | 1 544 (2022)                      | 490                |
| Saint-Didier-de-Formans  | 01347      | Désidériens   | 6,53             | 2 176 (2022)                      | 333                |
| Saint-Jean-de-Thurigneux | 01362      | Thurignaciens | 16               | 850 (2022)                        | 53                 |
| Sainte-Euphémie          | 01353      | Euphémiens    | 4,61             | 1 741 (2022)                      | 378                |
| Savigneux                | 01398      | Sabiniens     | 14,75            | 1 459 (2022)                      | 99                 |
| Toussieux                | 01423      | Toussinois    | 4,74             | 1 228 (2022)                      | 259                |
| Villeneuve               | 01446      | Villeneuvois  | 26,79            | 1 603 (2022)                      | 60                 |

### Démographie
| 1968   | 1975   | 1982   | 1990   | 1999   | 2009   | 2014   | 2020   | 2024   |
| ------ | ------ | ------ | ------ | ------ | ------ | ------ | ------ | ------ |
| 13 529 | 15 489 | 20 588 | 25 867 | 30 009 | 34 478 | 36 365 | 39 725 | 41 413 |

## Organisation

### Siège
Le siège de la communauté de communes est à Trévoux, 627 route de Jassans.

### Élus
La communauté de communes est administrée par son conseil communautaire, composé pour la mandature 2020-2026 de 45 conseillers municipaux représentant chacune des  communes membres et répartis suivant en accord local prenant en compte leur population de la manière suivante :

- 8 délégués pour Trévoux ;

- 5  délégués pour Reyrieux ;

- 3 délégués pour Massieux ;

- 2 délégués pour Amébrieucx-en-Dombes, Ars-sur-Formans, Civtieux, Fareins, Frans, Misérieux, Parcieux, Saint-Bernard, Saint-Didier-de-Formans, Sainte-Euphémie, Savigneux, Toussieux et Villeneuve ; 

- 1 délégué ou son suppléant pour Beauregard, Rancé et Saint-Jean-de-Thurigneux.
Le Conseil communautaire se réunit sur convocation du président environ tous les deux mois. Ces séances sont ouvertes au public. Au cours de celles-ci, le Conseil communautaire délibère puis vote les décisions ou projets relevant de ses compétences.
À la suite des élections municipales de 2020 dans l'Ain, le conseil communautaire du 8 juin 2020 a élu son nouveau président, Marc Péchoux, maire de Trévoux, ainsi que les autres membres du bureau, qui sont :
| Identité               | Qualité            | En charge de                                                | Ville                    |
| ---------------------- | ------------------ | ----------------------------------------------------------- | ------------------------ |
| Yves Dumoulin          | 1er vice-président | Économie- Culture                                           | Fareins                  |
| Carole Bontemps-Hesdin | 2e vice-présidente | Aménagement du territoire - Habitat                         | Reyrieux                 |
| Vincent Lautier        | 3e vice-président  | Gestion des déchets - Aires des gens du voyage              | Parcieux                 |
| Frédéric Vallos        | 4e vice-président  | Environnement - PCAET - Travaux                             | Saint-Didier-de-Formans  |
| David Pommier          | 5e vice-président  | GEMAPI - Agriculture                                        | Villeneuve               |
| Christine Fornes       | 6e vice-président  | Action sociale - Petite enfance - Insertion professionnelle | Ambérieux-en-Dombes      |
| Stéphane Berthomieu    | 7e vice-président  | Finances - Ressources humaines - Mutualisation              | Saint-Jean-de-Thurigneux |
| Richard Paccaud        | 8e vice-président  | Tourisme - Loisirs - Patrimoine                             | Ars-sur-Formans          |
| Gabriel Aumonier       | 9e vice-président  | Sport - Equipements sportifs intercommunaux                 | Misérieux                |
| Patrick Nabeth         | 10e vice-président | Bords de Saône - Voie bleue Moselle Saône                   | Massieux                 |
| Gilles Garnier         | 11e vice-président | Assainissement                                              | Savigneux                |
| Richard Simmini        | 12e vice-président | Mobilités durables                                          | Trévoux                  |
| Nadia Guyon            | membre du Bureau   |                                                             | Beauregard               |
| Gérard Porretti        | membre du Bureau   |                                                             | Civrieux                 |
| Michelle Nuguet        | membre du Bureau   |                                                             | Frans                    |
| Nathalie Tisserand     | membre du Bureau   |                                                             | Parcieux                 |
| Fabien Bilher          | membre du Bureau   |                                                             | Rancé                    |
| Bernard Rey            | membre du Bureau   |                                                             | Saint Bernard            |
| Didier Alban           | membre du Bureau   |                                                             | Sainte Euphémie          |
| Armand Chaumont        | membre du Bureau   |                                                             | Toussieux                |

Le Bureau communautaire comprend 21 membres (1 président, 12 vice-présidents et 8 maires) élus au sein du conseil communautaire. C’est une instance de décision et d’arbitrage des projets communautaires. Cette instance prépare les séances du Conseil. Le Bureau a délégation du Conseil communautaire pour délibérer sur certains sujets permettant d’alléger le travail du Conseil comme les conventions administratives, les demandes de subventions, etc. Le Conseil est systématiquement informé des décisions prises dans le cadre de cette délégation.
La Communauté de communes Dombes Saône Vallée compte 8 commissions thématiques permanentes. Ces commissions sont composées de conseillers communautaires auxquels se joignent des conseillers municipaux désignés par les communes. Les commissions ont un rôle consultatif, de préparation et de suivi des projets.

### Liste des présidents
| Période      | Période                       | Identité       | Étiquette | Qualité |
| ------------ | ----------------------------- | -------------- | --------- | --- |
| janvier 2014 | avril 2014                    | Michel Raymond | DVG       | Enarque, Inspecteur général des affaires sociales Maire de Trévoux (1989 → 2014) Président de l'ex-CC Saône Vallée (1992 → 2013) |
| avril 2014,  | juin 2020                     | Bernard Grison | DVD       | Maire de Massieux (2008 → 2020)                                                                                                  |
| juin 2020    | En cours (au 22 octobre 2020) | Marc Péchoux   | DVD       | Maire de Trévoux (2014 → ) conseiller départemental de Trévoux (2015 → )                                                         |

### Compétences
L'intercommunalité exerce les compétences qui lui ont été transférées par les communes membres, dans les conditions déterminées par le code général des collectivités territoriales. Elles définies dans ses statuts, qui sont régulièrement mis à jour. La dernière modification des statuts date de juin 2019. Les compétences de la CCDSV sont de plusieurs ordres : 
- Aménagement de l'espace.
- Développement économique.
- Gestion des milieux aquatiques et prévention des inondations (GEMAPI).
- Aménagement, entretien et gestion des aires d’accueil des gens du voyage et des terrains familiaux locatifs.
- Collecte et traitement des déchets assimilés.
- Protection et mise en valeur de l’environnement.
- Politique du logement et cadre de vie.
- Voirie d’intérêt communautaire.
- Construction, entretien, fonctionnement d’équipements culturels et sportifs.
- Transport et déplacements.
- Incendie.
- Communication et promotion.
- Loisirs et tourisme.
- Patrimoine et culture.

Deux grands principes régissent les compétences communautaires :
- l’exclusivité : Ce que fait la CCDSV, la commune ne peut plus le faire
- la spécialité : La CCDSV ne peut agir que dans le cadre des compétences transférées par les communes.

### Régime fiscal et budget
La communauté de communes est un établissement public de coopération intercommunale à fiscalité propre.
Afin de financer l'exercice de ses compétences, l'intercommunalité perçoit la fiscalité professionnelle unique (FPU) – qui a succédé à la taxe professionnelle unique (TPU) – et assure une péréquation de ressources entre les communes résidentielles et celles dotées de zones d'activité.
Elle ne verse pas de dotation de solidarité communautaire (DSC) à ses communes membres.

### Personnel
Fin 2019, pour mettre en œuvre ses compétences, l'intercommunalité employait46 agents, représentant 41,5 équivalent temps plein.

## Projets et réalisations
Conformément aux dispositions légales, une communauté de communes a pour objet d'associer des « communes au sein d'un espace de solidarité, en vue de l'élaboration d'un projet commun de développement et d'aménagement de l'espace ».